# DS-Pokal
Der DS-Pokal war ein einmalig ausgetragener Fußball-Pokalwettbewerb in der DDR, der im Sommer 1950 parallel zum FDGB-Pokal durchgeführt wurde. Er wurde vom Deutschen Sportausschuss („DS“) für die Sportgemeinschaften, die direkt nach dem Zweiten Weltkrieg orts- bzw. stadtteilbezogen gegründet worden waren und sich bisher nicht dem System der Betriebssportgemeinschaften angeschlossen hatten, organisiert. Am gleichzeitig ausgetragenen FDGB-Pokal nahmen die Betriebssportgemeinschaften bzw. Zentralen Sportgemeinschaften teil, die in der Trägerschaft eines oder mehrerer Betriebe standen sowie die Mannschaften der Volkspolizei.
Im darauffolgenden Jahr 1951 wurden in der DDR kein republikweiter Pokalwettbewerb ausgetragen. Ab 1952 wurde nur noch der FDGB-Pokal ausgespielt, an dem nunmehr alle Fußballvereine der DDR unabhängig von ihrem Status teilnahmen.

## Landespokalrunden
Ab Juni 1950 wurden zunächst in den damaligen Ländern der DDR sowie in Ost-Berlin regionale Pokalsieger ermittelt.
Berlin
Die Sportgemeinschaften aus Ost-Berlin wurden in acht Gruppen eingeteilt, die im Juni 1950 in Punkterunden die acht Viertelfinalisten ermittelten. Im Viertelfinale kam es am 6. August 1950 zu den folgenden Partien:
- SG Union Oberschöneweide – Hohenschönhausener SC   3:2
- VfB Pankow – Fortuna Pankow 6:2
- Adlershofer BC – Polnischer SK 5:3
- SG Friedrichsfelde – SG Köpenick 2 : 1

Im Halbfinale besiegten am 20. August 1950 die SG Union Oberschöneweide den Adlershofer BC mit 4:0 und die SG Friedrichsfelde den VfB Pankow mit 3:2.
Im Endspiel schlug die SG Union Oberschöneweide die SG Friedrichsfelde am 23. August 1950 mit 5:1.
Mecklenburg
Landespokalsieger in Mecklenburg wurde ebenfalls am 23. August 1950 die SG Vorwärts Wismar durch einen 4:1-Sieg über die SG Ueckermünde.
Brandenburg
Landespokalsieger im Land Brandenburg wurde die SG Eintracht Mögelin, die die SG Union Fürstenwalde am 19. August 1950 in Babelsberg mit 3:2 schlug.
Sachsen-Anhalt
Landessieger in Sachsen-Anhalt wurde die SG Zahna durch einen 2:1-Sieg über die die SG Bornitz.
Sachsen
Landespokalsieger in Sachsen wurde die SG Markkleeberg.
Thüringen
Landespokalsieger in Thüringen wurde am 20. August 1950 die SG Lauscha nach einem 9:1-Auswärtssieg bei der SG Schmerbach.

## Qualifikation
Während die Landespokalsieger aus Berlin und Mecklenburg sofort in das Halbfinale einzogen, mussten die Vertreter Brandenburgs, Sachsens, Sachsen-Anhalts und Thüringens eine Qualifikationsrunde bestreiten. Dazu kam es am 23. August 1950 zu folgenden Begegnungen:
- SG Markkleeberg – SG Eintracht Mögelin
- SG Zahna – SG Lauscha

Die SG Eintracht Mögelin und die SG Lauscha gingen aus diesen Spielen als Sieger hervor und komplettierten das Halbfinale.

## Halbfinale
| Datum           |                    | Ergebnis  |                          |
| --------------- | ------------------ | --------- | ------------------------ |
| 27. August 1950 | SG Lauscha         | 3:1       | SG Markkleeberg          |
| 30. August 1950 | SG Vorwärts Wismar | 3:1 (2:0) | SG Union Oberschöneweide |

## Finale
Nach zeitgenössischen Presseberichten waren beide Mannschaften im Endspiel am 2. September 1950 in Erfurt nicht in bester Form und zeigten nur durchschnittliche Leistungen. Das einzige Tor des Spiels erzielte der Lauschaer Mittelstürmer Hähnlein nach einem Missverständnis in der Wismarer Abwehr. Der Lauschaer Spieler Büchner vergab zehn Minuten vor Schluss einen Strafstoß.
| Paarung            | SG Lauscha – SG Vorwärts Wismar |
| Ergebnis           | 1:0 (0:0) |
| Datum              | Sonnabend, 2. September 1950 |
| Stadion            | Georgij-Dimitroff-Stadion, Erfurt |
| Zuschauer          | 5.000 |
| Schiedsrichter     | Jordan (Berlin) |
| Tore               | 1:0 Hähnlein (65.) |
| SG Lauscha         | Otto Weigelt – Ludwig Köhler, Oskar Büchner – Ernst Beck, Rudolf Schellhammer, Arno Greiner – Hermann Gropp, Heinz Leib, Werner Hähnlein, Alfred Jäger, Werner Knabner |
| SG Vorwärts Wismar | Streng – Nowack, Rosenow – Karl-Heinz Röper, Hans Reincke, Henning – Martens, Schlorff, Daniel Rauch, Herbert Hirschberger, Herbert Holtfreter                         |